# Rodrigo de Paul
Rodrigo Javier De Paul (født 24. maj 1994) er en argentinsk professionel fodboldspiller, som spiller for MLS-klubben Inter Miami og Argentinas landshold.

## Klubkarriere

### Racing Club
De Paul begyndte sin karriere med Racing Club de Avellaneda, hvor han gjorde sin professionelle debut i februar 2013.

### Valencia
De Paul skiftede i juni 2014 til Valencia. Han spillede i sin første sæson hovedsageligt som rotationsspiller.
Efter at ikke have fået meget spilletid under træner Gary Neville, blev han i februar 2016 lejet tilbage til Racing Club.

### Udinese
De Paul skiftede i juli 2016 til Udinese. Han etablerede sig med det samme som fast mand hos klubben, og spillede 184 kampe for klubben over fem sæsoner.

### Atlético Madrid
De Paul skiftede i juli 2021 til Atlético Madrid.

## Landsholdskarriere
De Paul debuterede for Argentinas landshold den 11. oktober 2018. Han har repræsenteret Argentina ved flere internationale turneringer.

## Titler
Argentina
- Copa América: 2 (2021, 2024)
- Verdensmesterskabet (2022)
- CONMEBOL–UEFA Cup of Champions (2022)

Individuelle
- Copa América Turneringens hold: 1 (2021)